# Xarxa de drenatge
En geomorfologia, la xarxa de drenatge es refereix a la xarxa natural de transport gravitacional d'aigua, sediment o contaminants, formada per rius, llacs i fluxos subterranis, alimentats per la pluja o la neu fosa. La major part d'aquesta aigua no cau directament en les lleres fluvials i els llacs, sinó que s'infiltra en el sòl (capa superior no consolidada del terreny) i des d'aquest es filtra al canal fluvial (vessament) i constitueix rierols.
Els patrons o geometries de les xarxes de drenatge són el resultat no només de la dinàmica fluvial sinó també de la resistència a l'erosió i disposició de les diferents litologies del terreny i de l'ordenament de les estructures de deformació tectòniques  de la superfície terrestre (diàclasi, falles i  plecs).

## Divisòries
Les divisòries de drenatge són els límits naturals entre diferents (sub)conques hidrogràfiques. S'han fet servir històricament per determinar fronteres territorials. Quan els cims del relleu o divisòries de drenatge separen conques pertanyents a vessants diferents, se'ls anomena divisòria de vessants. I quan la pluja cau en vessants oposades d'una divisòria de drenatge, flueix en direccions diferents cap a valls separades, almenys al principi, ja que es dona el cas molt freqüent que els dos rius s'uneixin posteriorment a un riu més gran.
L'àrea limitada per una divisòria de drenatge es diu conca de drenatge o conca hidrogràfica i representa tot el territori drenat per un curs fluvial o un riu.
L'espai intermedi entre dues tàlvegs (o talweg) de dues conques hidrogràfiques contigües es diu interfluvi

## Tipus de drenatge
Pot ser de diferents tipus:

### Drenatge dendrític

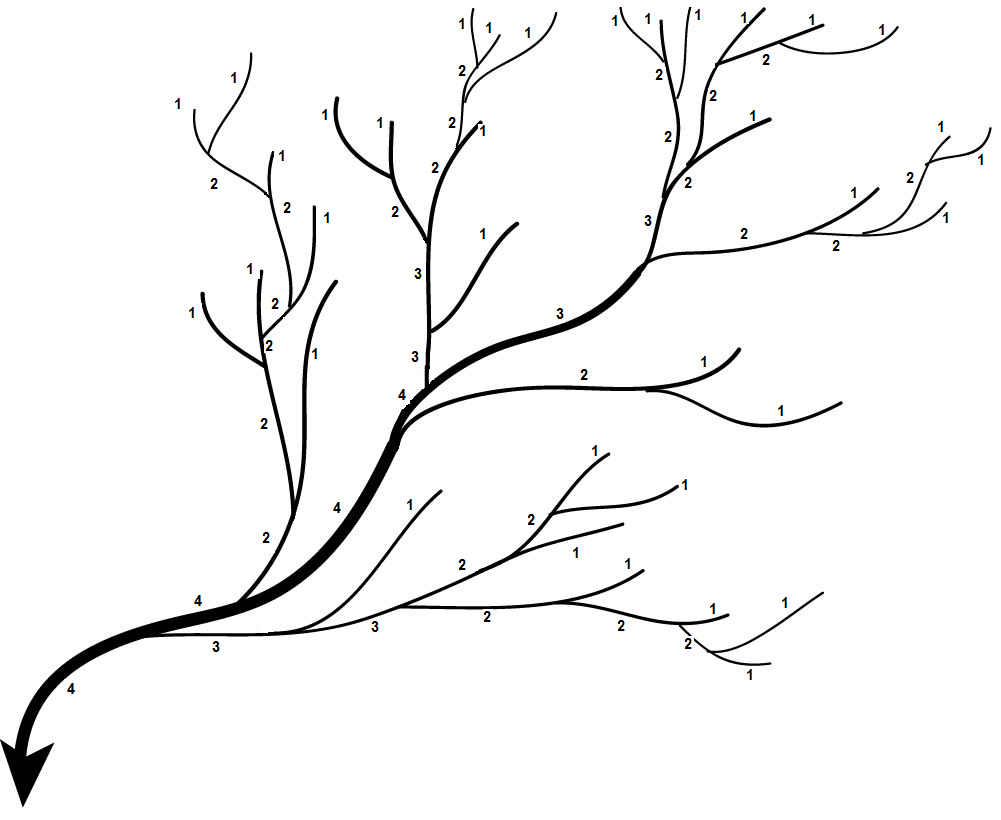
Patró de drenatge dendrític

Forma una mà estesa, sent equivalents els afluents del riu principal, a cada un dels dits de la mà. És el tipus de drenatge fluvial més comú que existeix. A la Península Ibèrica, tenen un drenatge perfectament dendrític els rius Duero i Ebre, entre molts altres. La paraula dendrític procedeix del grec dendron, que significa arbre, a causa de la semblança que aquest tipus de drenatge té amb un arbre i les seves branques, les quals formen els seus tributaris o afluents.

### Ordre de la xarxa de drenatge natural
Rius i rierols a les conques hidrogràfiques són classificats d'acord amb el seu ordre. A cada nivell de curs d'aigua és atribuït un número d'ordre. Els rius de primer ordre són menors i estan situats a les regions de naixents (no presenten tributaris aigües amunt). Dos rius de primer ordre es combinen per formar un riu de segon ordre. El riu de tercer ordre resulta de la confluència de dos rius de segon ordre i així successivament.

### Drenatge paral·lel
Es presenta en regions uniformes com altiplans o grans camps de lava i també en regions on actua la glaciació continental.

### Drenatge en baioneta
El drenatge en baioneta es presenta en les regions de relleus plegats i erosionats.

### Drenatge radial
Es típic de les zones vulcàniques.

### Altres tipus de drenatge
- Drenatge concèntric, en els anticlinals i sinclinals molt erosionats.
- Drenatge subterrani, en les zones càrstiques.
- Drenatge impedit, en les zones baixes de drenatge molt difícil.